# Objetivos de aprendizaje del estudiante
Los objetivos del aprendizaje del estudiante son una herramienta de evaluación que permite al profesor cuantificar su impacto sobre los progresos del estudiante, tal y como indican los parámetros de un estándar académico o de un estándar optativo.
Se constituyen como el propósito que se espera que este alcance a través de las experiencias llevadas a cabo en el proceso de enseñanza-aprendizaje. Tienen relación con las competencias, habilidades o destrezas y los conocimientos que el alumnado debe adquirir, atendiendo al curso o etapa en el que se encuentren. Estas metas de aprendizaje deben concretarse para cada tarea o actividad (a nivel específico) así como para todo el curso (a nivel general), y deben quedar registrados en la programación de aula del docente.
La importancia de este elemento del currículo reside en que estos se relacionan con el resto de los elementos que constituyen la planificación docente, ya que, una vez establecidos, el docente podrá concretar la metodología, las actividades realizadas en cada sesión, los recursos y materiales y el sistema evaluativo, para llevar a cabo un relato didáctico lógico y adecuado al contexto y las demandas sociales en el que se establece el proceso de enseñanza-aprendizaje.

## Características
Los objetivos del aprendizaje del estudiante son desarrollados entre el profesor y su supervisor. A medida que el año escolar predeterminado por la administración prosigue, el profesor hará verificaciones regulares de comprensión a través de varias evaluaciones formativas; esto, permitirá determinar la progresión del aprendizaje del grupo de estudiantes analizado. Al final del año escolar, el profesor recopilará los resultados y se reunirá con su supervisor para analizar los datos, tal y como especifica la declaración de objetivos originaria. Es importante recordar que los objetivos del aprendizaje del estudiante deben ser específicos para un contenido y un curso, cuyos resultados puedan medirse. Uno de los principales beneficios de desarrollar e implementar los objetivos del aprendizaje del estudiante es la capacidad de aumentar el rendimiento de los estudiantes en el aula. Los objetivos del aprendizaje del estudiante se utilizan como un porcentaje en el sistema general de evaluación de profesores, ya que permiten cuantificar el impacto pedagógico que tiene un profesor en un grupo específico de estudiantes.
Un objetivo es una meta pequeña que debe cumplirse durante el camino, es decir, hasta lograr la meta final del curso. Un curso típico tendrá entre cuatro y cinco objetivos que se centran en las diversas actividades de aprendizaje.

## Funciones y características de los objetivos de formación
Los diferentes elementos que conforman el proceso de enseñanza-aprendizaje están en continua interacción. Es labor del docente proponer una enseñanza donde exista una relación lógica entre todos los elementos que influyen en el proceso de enseñanza-aprendizaje con el objetivo de propiciar un aprendizaje de calidad en el alumnado.
A continuación, se detallarán las funciones de los objetivos de aprendizaje y el beneficio que se puede generar en el alumnado si se planifican de manera adecuada y se tienen en cuenta a lo largo del curso/etapa.
En primer lugar, mejoran las relaciones entre estudiantes y profesores, lo que ayudará al alumnado a tener claros los objetivos de enseñanza y así poder mejorar en su evaluación. El docente propiciará un aprendizaje significativo si escoge una metodología y/o actividades de formación evitando clases magistrales. Unido al comentario anterior, el docente propiciará una enseñanza de calidad si emplea diferentes recursos y crea materiales de calidad, sin ceñirse a un libro de texto. Por último, el docente debe tener muy claros los objetivos, ya que a raíz de estos surgen los criterios de evaluación, imprescindibles para llevar a cabo un proceso evaluativo acorde y adecuado.
Una vez detalladas las funciones de los objetivos de aprendizaje, se abordarán las características. En primer lugar, tienen que estar creados para el estudiante y adaptados a su nivel. Se tiene que poder observar un logro o un resultado, y de esta manera mantener motivado y activo al alumnado en la tarea propuesta. Por último, deben ser redactados con verbos observables como distinguir, explicar, aplicar, etc.

## Pasos en la organización de objetivos de enseñar
Los objetivos de enseñanza deben ser: pertinentes, claros, factibles y evaluables. Se deben organizar siguiendo los siguientes pasos: 
En primer lugar, se deben identificar las competencias a alcanzar. Seguidamente, se deben elaborar los temas importantes e identificar los conceptos que el alumnado debe aprender en relación con las competencias. Por último, se preparan los objetivos de formación.
Se recomienda realizar las siguientes reflexiones a la hora de redactar los objetivos.
¿Qué debería saber o saber hacer el alumnado al finalizar el curso?. ¿Cuáles son las habilidades que debería adquirir el alumnado al finalizar? Discernir de esta manera lo importante que debería memorizar e interiorizar. Y, por último, ¿Qué dominio afectivo deberían adquirir?.
Existen diferentes métodos para escribir los objetivos de enseñanza. Destacamos 2 estrategias. Por un lado, el aprendizaje ABC de los objetivos, que se resumen en la siguiente ecuación: Recepción que conseguirá el objetivo + Conducta que se espera (Behaviour) + Contexto y condiciones = Objetivo del curso. Por otro lado, el criterio SMART. S -Específico centrado en el estudiante. M- Medible mediante evaluaciones y rúbrica. A -Alcanzable según el nivel del alumnado. R- Relevante para los objetivos y competencias a alcanzar. T - Tiempo de ejecución realista.

## Common Core State Standards Initiative
La iniciativa de estándares estatales básicos comunes es una iniciativa educativa de 2010 que detalla lo que los estudiantes de K–12 en Estados Unidos deben saber en inglés y matemáticas al final de cada grado escolar. La iniciativa está financiada por la asociación nacional de gobernadores y el consejo de oficiales escolares del estado en jefe.
Esta iniciativa busca establecer estándares educativos que sean aplicables para todos los estados, así como garantizar que los estudiantes que se gradúan de la escuela secundaria estén preparados para ingresar en cursos con créditos, en programas universitarios de dos a cuatro años, o bien para la inserción al mercado laboral.

## Elementos
- Aprendizaje basado en datos y evaluación: la autoridad educativa local debe revisar los anteriores sistemas de recopilación de datos con el fin de determinar una meta global para el desarrollo de los objetivos de aprendizaje de los estudiantes de cada profesor.[6] Es importante incluir a todos los interesados en la educación en este proceso. Una vez logrado esto, el siguiente paso sería discutir dichos objetivos con los padres de los estudiantes en las reuniones escolares o a través de su colaboración en un documento Google. La retroalimentación de la familia ayudaría a corroborar la importancia de los objetivos de aprendizaje en las vidas de los estudiantes, así como en la de sus familiares.

- Estándares de aprendizaje: el desarrollo de un objetivo de aprendizaje eficaz se realiza a partir de un estándar académico que fomenta un aprendizaje estudiantil preciso y que tiene como resultado un producto final evaluable.[6] Una forma de motivar a los estudiantes reacios a participar en logros académicos rigurosos es incrementar relevancia en su enseñanza y evaluaciones. Por ejemplo, cuando se trabaja con un estándar que se ocupa de la comprensión de lectura de no ficción, sería beneficioso utilizar documentos auténticos y reales, como una factura de electricidad o una etiqueta de analgésico. Así, los estudiantes emplean sus estrategias de compresión lectora a documentos que probablemente encontrarán en el futuro.

- Periodo de enseñanza: un objetivo de aprendizaje puede ocurrir dentro de cualquier periodo de tiempo dado entre la preevaluación y la evaluación final. Sin embargo, el periodo de tiempo recomendado es de un año académico.[6]

### Partes
Se componen de tres partes:
- Objetivos de aprendizaje: descripción elaborada por parte del profesor de lo que el alumnado sabrá y será capaz de hacer al final de curso; está basada en la idea general de la disciplina académica o facultativa. El profesor será consciente de que tiene un objetivo de aprendizaje eficaz cuando el contenido o la habilidad se pueda aplicar en la vida real, es decir, fuera del aula. Los objetivos de aprendizaje proporcionan un hilo conductor que conecta todas las unidades y situaciones de aprendizaje dentro del curso.
- Evaluaciones: las evaluaciones válidas deben amparar el progreso del estudiante hacia la consecución de una comprensión permanente dentro del objetivo del aprendizaje. Las evaluaciones deben basarse en estándares que estén alineados con el objetivo de enseñanza. La evaluación formativa debe realizarse en varios momentos del semestre para determinar si los estudiantes podrán alcanzar el objetivo de aprendizaje en la evaluación sumativa final.
- Objetivos: sirviéndose de los datos de referencia recogidos del rendimiento anterior o recolectados tras una evaluación inicial, el profesor contextualiza los objetivos de aprendizaje del estudiante estableciendo objetivos de clase específicos para los niveles de rendimiento. Es importante ser realistas en cuanto a las expectativas de rendimiento del alumnado.